# 急性冠状动脉综合征
急性冠状动脉综合征（acute coronary syndrome，ACS）又称急性冠脉综合征，是一组由急性心肌缺血引起的临床综合征，包括不稳定型心绞痛、急性心肌梗死、心源性猝死。
ACS成因是冠状动脉内粥样斑块破裂、表面破损或出现裂纹，继而出血和血栓形成，引起冠状动脉不完全或完全梗阻，以致心肌供血严重不足的临床综合征。其临床表现为不稳定型心绞痛、急性心肌梗死或心源性猝死。最常见的症状是胸部有挤压般的疼痛，常放射至左臂或下颌角点（gonion），并伴有恶心和出汗。
ACS分型在中国的占比为：急性心肌梗死约占65％（ST段抬高型心肌梗死（ST elevation myocardial infarction, STEMI）约50％，非ST段抬高型心肌梗死（non ST elevation myocardial infarction, NSTEMI）约15％-20%）以及不稳定型心绞痛（unstable angina）约占25%-35％。
相对于急性冠脉综合征的，称为慢性冠脉综合征，两者皆属于冠状动脉疾病。